# Христово (Луганская область)
Христово либо Христовое (укр. Христове) — село, относится к Славяносербскому району Луганской области Украины. Де факто — с 2014 года населённый пункт контролируется самопровозглашённой Луганской Народной Республикой.

## География
К западу, северу и востоку от села, по руслу Северского Донца, проходит линия разграничения сил в Донбассе (см. Второе минское соглашение). Соседние населённые пункты: сёла Обозное на западе, Весёлая Гора на юго-западе, Приветное, Стукалова Балка на юго-юго-западе, город Луганск на юге, Паньковка на юго-востоке.

## Население
Население по переписи 2001 года составляло 80 человек.

## Общие сведения
Почтовый индекс — 93731. Телефонный код — 6473. Занимает площадь 0,502 км². Код КОАТУУ — 4424581111.

## Местный совет
93730, Луганская обл., Славяносербский р-н, с. Весёлая Гора, ул. Калинина, 5